# Steve Archibald
Steve Archibald (Glasgow, Escocia; 27 de septiembre de 1956) es un exfutbolista escocés de la década de 1980. Jugaba de delantero centro, y está considerado uno de los mejores jugadores escoceses de toda la historia. Con la selección de Escocia participó en las Copas del Mundo de España 1982 y México 1986.
Archibald es reconocido también por su estadía en Barcelona, donde fue compañero de Bernd Schuster y una de las figuras de la entidad culé, llegó en 1984 como uno de los mejores jugadores del Reino Unido con la tarea de suplir a Diego Armando Maradona y lo cierto es que el escocés tuvo grandes actuaciones en la ciudad condal, marcando 15 goles en su primera temporada contribuyendo a que el club catalán se hiciera con el título de Liga.

## Trayectoria

### Jugador
En la temporada 1979-1980 fue una de las grandes figuras del Aberdeen, que por primera vez en 25 años, ganó la Liga escocesa de fútbol. Marcó 12 goles en la Liga y despertó el interés de los grandes clubs ingleses. Al finalizar la temporada fichó por el Tottenham Hotspur F.C. de Londres. Jugó en el Tottenham cuatro temporadas, entre 1980 y 1984, y contribuyó a una de las épocas más doradas del club de la capital británica. Con los Spurs ganó una Liga inglesa, dos Copas y la Copa de la UEFA.

En 1984, siendo ya considerado uno de los mejores futbolistas de las islas británicas, fichó por el FC Barcelona, de la mano del entrenador inglés del Barcelona Terry Venables. Llegó a Barcelona con la difícil papeleta de sustituir a Diego Armando Maradona, traspasado por el FC Barcelona al Nápoles italiano. Pero se adaptó rápidamente al club catalán, y en su primera temporada marcó 15 goles en la Liga y contribuyó decisivamente a que el Barcelona se proclamara campeón de Liga.
En su segunda temporada en el club catalán tan sólo pudo marcar cuatro goles en la Liga a causa de diversas lesiones, pero tuvo grandes actuaciones en la Copa de Europa, marcando goles decisivos que contribuyeron a que el FC Barcelona llegase a la final de Sevilla. Fue titular en la final, pese a que no estaba del todo recuperado de una lesión. Tuvo una discreta actuación y fue sustituido en el segundo tiempo por Pichi Alonso. El FC Barcelona acabó perdiendo aquella final, hecho que generó una gran crisis en el club catalán. Entre la afición barcelonista se le recuerda con mucho cariño por su calidad futbolística y su profesionalidad.
En la siguiente temporada, el técnico inglés Terry Venables fichó a dos nuevos delanteros británicos, Gary Lineker y Mark Hughes, que en principio le cerraron las puertas de la titularidad, ya que sólo podían jugar dos extranjeros en la Liga. A pesar de ello, prefirió seguir en el club, esperando la posibilidad de que la Federación Española autorizase la participación de tres extranjeros. En una lección de profesionalidad sin precedentes, pidió jugar en el filial, el Barcelona Atletic de segunda división, para mantenerse en forma. A mitad de temporada, el bajo rendimiento del galés Mark Hughes obligó a Terry Venables a hacer un cambio de extranjeros, y recuperarlo para el primer equipo. Acabó la temporada marcando cinco goles. Al finalizar el campeonato, sin embargo, regresó a Inglaterra, ya que el FC Barcelona recuperó a Bernd Schuster para la temporada siguiente, y la Federación no amplió el cupo de extranjeros.
Su carrera en España terminó como jugador del R.C.D. Español en la temporada 1989-90.

### Entrenador
En 1994 fue el entrenador del East Fife, durante dos años hasta 1996. Ya en 2000 y durante un año fue el entrenador del Airdrieonians.

## Selección nacional
Ha sido internacional con la selección de Escocia en 27 ocasiones y marcó 4 goles.

### Participaciones en Copas del Mundo
| Mundial              | Sede   | Resultado    |
| -------------------- | ------ | ------------ |
| Copa Mundial de 1982 | España | Primera fase |
| Copa Mundial de 1986 | México | Primera fase |

## Palmarés

### Campeonatos nacionales
| Título           | Club              | País       | Año  |
| ---------------- | ----------------- | ---------- | ---- |
| Liga escocesa    | Aberdeen          | Escocia    | 1980 |
| FA Cup           | Tottenham Hotspur | Inglaterra | 1981 |
| FA Cup           | Tottenham Hotspur | Inglaterra | 1982 |
| Community Shield | Tottenham Hotspur | Inglaterra | 1982 |
| Liga española    | Barcelona         | España     | 1985 |
| Copa de la Liga  | Barcelona         | España     | 1986 |

### Copas internacionales
| Título          | Club              | País       | Año  |
| --------------- | ----------------- | ---------- | ---- |
| Copa de la UEFA | Tottenham Hotspur | Inglaterra | 1984 |

Otros logros:
- Subcampeón de la Liga de Campeones con F. C. Barcelona en 1985-86.

### Distinciones
Incluido en el Scottish Football Hall of Fame en 2009.

## Vida personal
Actualmente, vive en Barcelona con su mujer Monica, su hija Kersty y su hijo Elliot. 
El 15 de noviembre de 2009 fue incluido en el Salón de la fama del fútbol escocés.